# Arcturus (ster)
Arcturus (alfa Bootis), de "berenhoeder", is de helderste ster in het sterrenbeeld Ossenhoeder (Boötes) met een schijnbare magnitude van -0,04. Arcturus is een oranje reus, een van de helderste sterren aan de hemel en is in juni rond middernacht boven de zuidelijke hemel te zien, zelfs in grote steden. Van alle heldere sterren heeft Arcturus de grootste eigenbeweging. Arcturus is relatief koel en straalt een groot deel van zijn energie in het infrarood uit.
De ster staat ook bekend als Haris-el-sema.

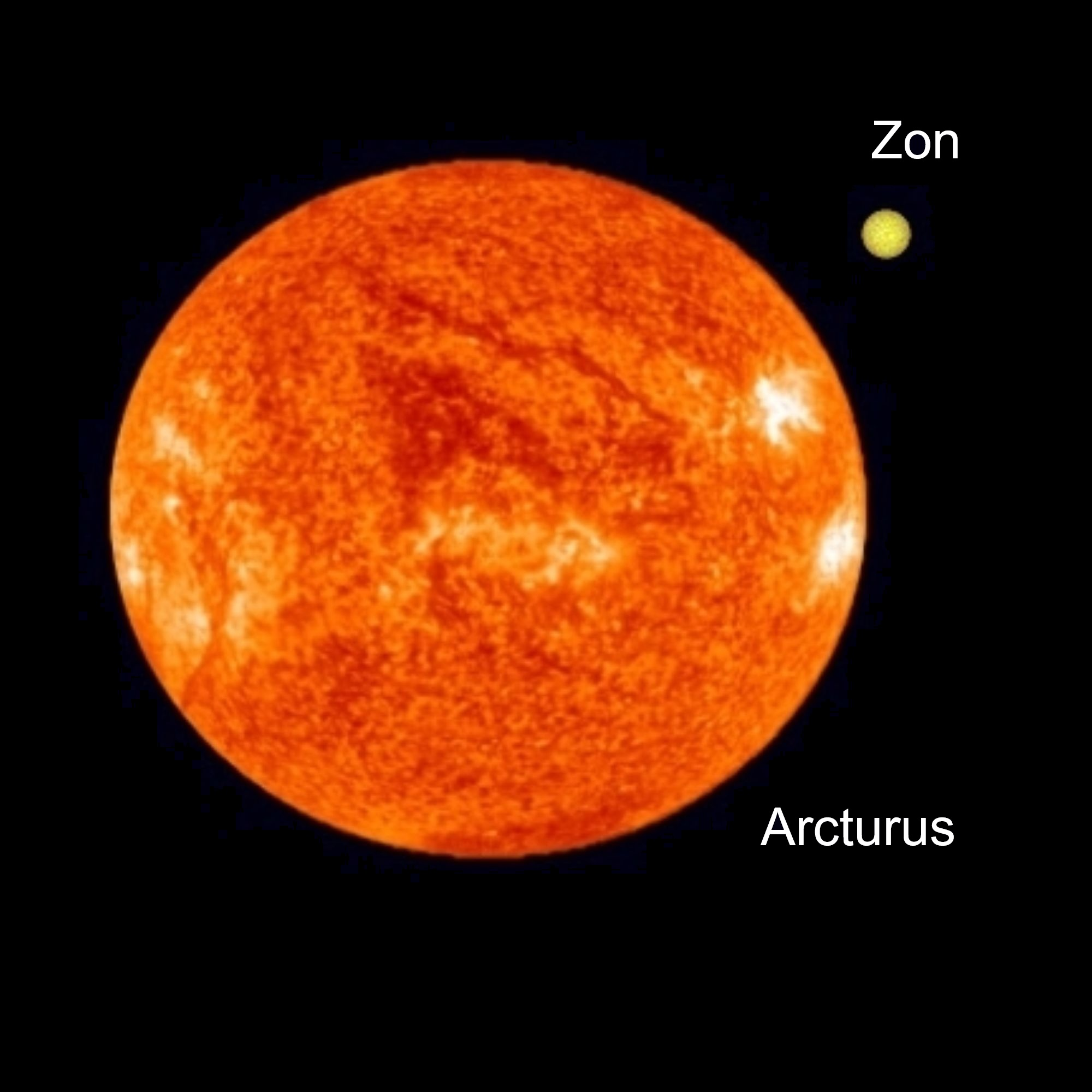
Arcturus in vergelijking met de Zon. De weergave van Arcturus is een artist's impression: in werkelijkheid bestaan er geen opnamen van de oppervlaktestructuur van Arcturus

## Naam
Arcturus werd in de Homerische tijd al benoemd. De Grieken gebruikten de ster om de oogsttijd te bepalen. Zij noemden hem berenhoeder, naar aanleiding van zijn positie tegenover de Grote Beer. Wanneer Arcturus onder de horizon verdween, zo moeten de Grieken hebben opgemerkt, verdwenen ook de beren uit het landschap. De dieren gingen immers een winterslaap houden.

## Trivia
Het licht van de ster werd in 1933 gebruikt om de wereldtentoonstelling in Chicago te openen. Dat licht werd in 1893, tijdens de voorgaande tentoonstelling uitgezonden.
De Nederlandse dichteres Ida Gerhardt verbindt "Arkturus" in haar gedicht "Wintermorgen in Ierland" eveneens met de winter. "Hoedt nu het vuur en hoedt elkaar.. ..als staat Arkturus aan de lucht".

## Picot 1 (Napoleons hoed)
Napoleons hoed is een telescopisch asterisme net ten zuiden van Arcturus. Het is ontdekt door de Franse amateur-astronoom Fulbert Picot. Dit asterisme draagt sinds de ontdekking ervan de aanduiding Picot 1.